# 青木薫 (細菌学者)
青木 薫（あおき かおる、1877年（明治10年）1月16日 - 1938年（昭和13年）10月11日）は、日本の細菌学者。東北帝国大学名誉教授、医学博士。
遺伝学者の外山亀太郎は実兄。

## 生い立ち
1906年10月に東京府南多摩郡堺村（現・町田市相原町）の医師・青木純造の婿養子となった。妻チヨとの間に、廉（きよし）、茂、健、宏を儲けた。

## 業績
1924年（大正13年）に日本各地で嗜眠性脳炎の流行が起きた際に、病原体としてスピロヘータを発見したとして世を賑わしたものの、まもなくその主張を取り下げるということがあった。嗜眠性脳炎はウイルス性の疾患だと考えられているが、現在も病原体は不明である。

## 略歴
- 1905年（明治38年）12月25日 - 東京帝国大学医科大学卒業[1]
- 1906年（明治39年）1月 - 副手として三浦内科に勤務[6]
- 1907年（明治40年）7月 - ストラスブール大学（当時ドイツ帝国領）衛生学細菌学教室に私費留学（1913年7月まで）[6]
- 1914年（大正3年）2月 - 農商務省原蚕種製造所嘱託[6]
- 1915年（大正4年）
  - 1月 - 東北帝国大学医学専門部講師[3]
  - 7月14日 - 東北帝国大学医科大学教授（細菌学）[1]
- 1916年（大正5年）4月22日 - 医学博士（東京帝国大学）
- 1938年（昭和13年）3月31日 - 依願退官[3][1]